# Hermanas Franciscanas de los Sagrados Corazones
Las Hermanas Franciscanas de los Sagrados Corazones es una congregación religiosa, fundada por la religiosa española, Beata Madre María del Carmen González Ramos el 8 de mayo de 1884 en Antequera. El Instituto está llamado a vivir en la Iglesia su carisma franciscano, que mira a Cristo y a María en la grandeza de sus Corazones y anhela enseñar a conocer y amar a Dios.